# Río Motława
El Motława o Motlava (en alemán: Mottlau), es un río en Pomerania Oriental en Polonia. La fuente está en el lago Szpęgawskie, al noreste de ciudad Starogard. Atraviesa el lago Rokickie hasta Martwa Wisła, una rama del río Vístula. La longitud total del río se estima en 68 km, con un área de 1511,3 km².
La ciudad de Gdansk está situada en su desembocadura en Martwa Wisła. En Gdansk, el Ferry de Motława cruza el río, un servicio que se ha ejecutado desde el año 1687.
El nombre polaco Motława se deriva del Idioma prusiano antiguo. En alemán el río se conoce como Mottlau.
Una teoría común para la etimología de las ciudades Gdansk y Gdynia es que llevan el nombre de un antiguo nombre polaco y casubio para el río, "Gdania".